# に

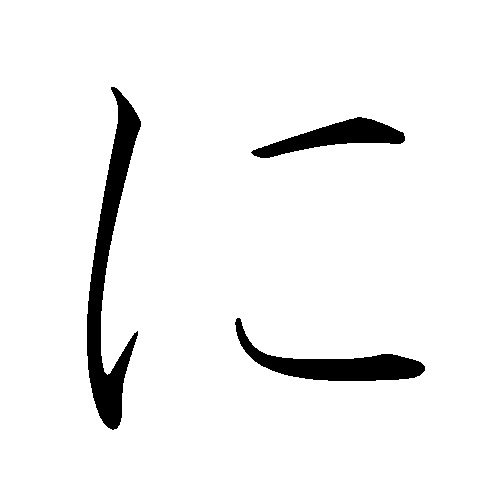
平假名に

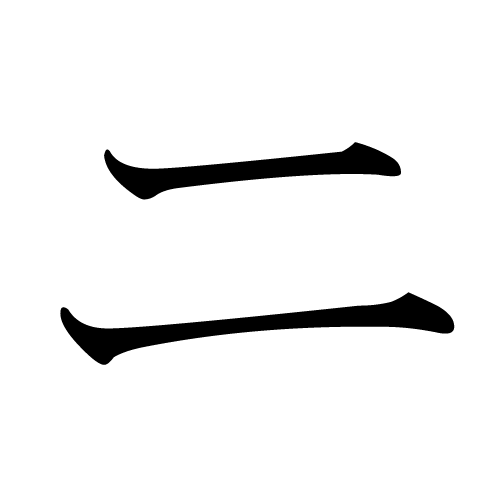
片假名ニ

平假名に和片假名ニ是日语的假名之一，由一个音节组成。在日语五十音图中排第5行第2个（な行い段）的位置。

## 筆劃順序

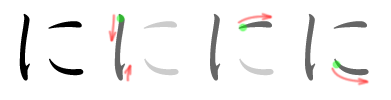
平假名に的筆劃順序

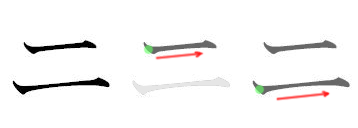
片假名ニ的筆劃順序

## 關於に和ニ
| 現代日語發音     | 由1個子音和1個母音形成／ɲi／音    |
| 五十音顺序       | 第22位                            |
| 伊吕波顺序       | 第4位，「は」之后、「ほ」之前     |
| 平假名「に」字源 | 「仁」字的草書                    |
| 片假名「ニ」字源 | 「二」字的變形                    |
| 日语罗马字       | 平文式罗马字：ni 训令式罗马字：ni |
| 点字：           | \| ●－ \|                         |
| 通话表           | 「日本のニ」                      |
| 摩尔斯电码       | －・－・                          |
| ●－              |                                   |